# Octonoba wanlessi
Espèce
Octonoba wanlessi est une espèce d'araignées aranéomorphes de la famille des Uloboridae.

## Distribution
Cette espèce est endémique du Hebei en Chine,.

## Publication originale
- Zhang, Zhu & Song, 2004 : One new species of the genus Octonoba from China (Araneae: Uloboridae). Acta Arachnologica Sinica, vol. 13, no 2, p. 77-79.